# لیفان ایکس۵۰
لیفان ایکس۵۰ یک خودروی کامپکت کوچک کراس‌اوور ساخته شده توسط کمپانی چینی لیفان است. این خودرو در یک کلاس پایین تر از لیفان ایکس۶۰ قرار می‌گیرد و از پلتفرم لیفان ۵۳۰ سود می‌برد. این خودرو در واقع نسخهٔ هاچ‌بک بلندتر لیفان ۵۳۰ است. لیفان ایکس۵۰ در نمایشگاه خودروی گوانگژو ۲۰۱۳ معرفی شد. این خودرو در ایران توسط کرمان موتور مونتاژ می‌شد.

## بررسی
برروی این خودروی کراس‌اوور یک موتور ۱٫۵ لیتری چهار سیلندر قرار دارد که قدرت ۷۶ کیلووات (۱۰۳ اسب بخار) را به چرخ‌های جلو منتقل می‌کند. این موتور در لیفان ۵۳۰ و لیفان ۶۳۰ نیز استفاده شده‌است. موتور دیگری که برروی این خودرو نصب می‌شود ۱٫۳ لیتری است و ۹۴ اسب بخار تولید می‌کند. این خودرو قرار بود در سپتامبر ۲۰۱۴ در بازار چین عرضه شود، اما در نهایت در نوامبر ۲۰۱۴ و با قیمت ۵۹۸۰۰ یوان تا ۸۲۸۰۰ یوان عرضه شد.

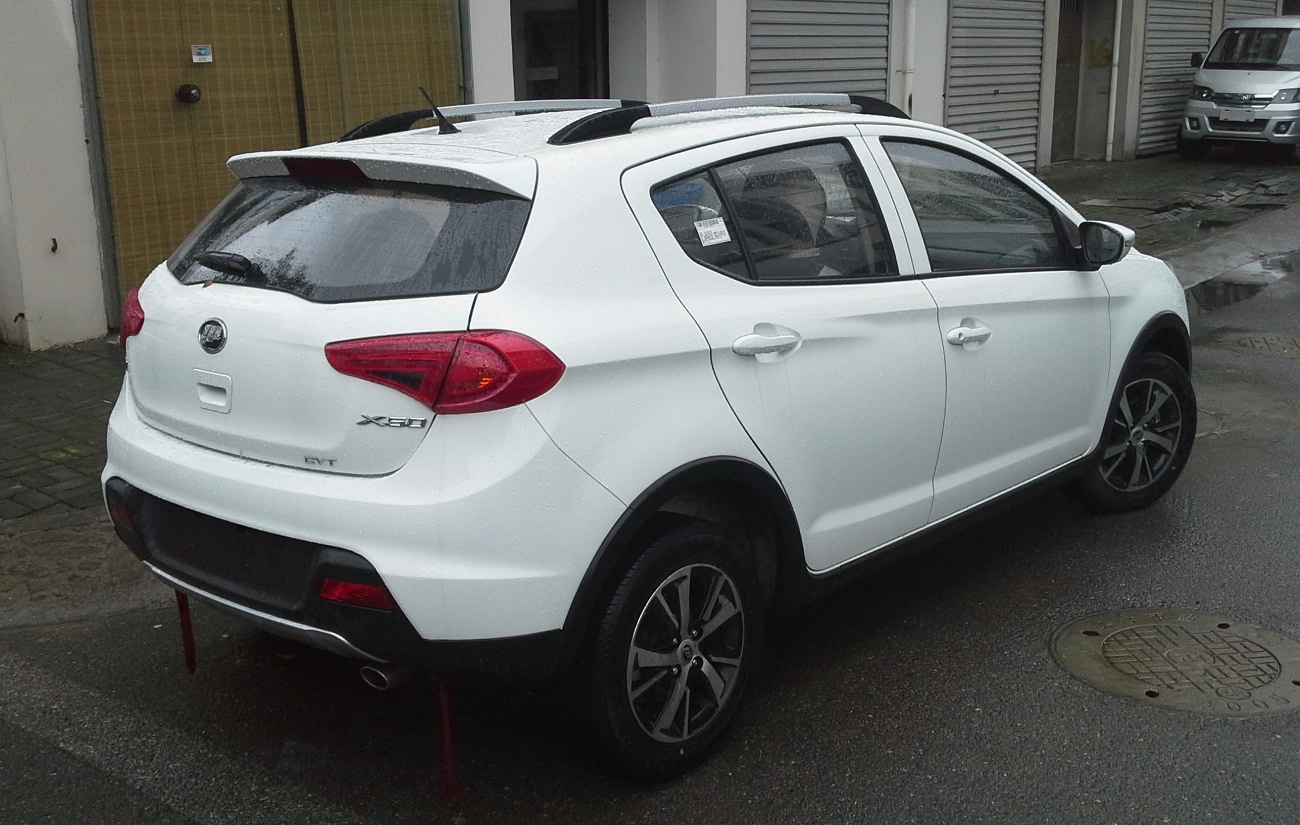
نمای عقب